# Apple Valley (Minnesota)
Pour les articles homonymes, voir Apple Valley.
Apple Valley est une ville située au nord-ouest du comté de Dakota dans l'État du Minnesota, ainsi qu'une banlieue de la conurbation Minneapolis-St. Paul. Apple Valley fut incorporée en 1969, avant quoi elle était connue sous le nom de Lebanon Township. D'après le recensement de 2020, la population de la ville était de 56 374 habitants, ce qui en fait la 17e ville la plus peuplée au Minnesota.

## Géographie
D'après le bureau du recensement des États-Unis, la ville aurait une superficie totale de 45,9 km2, dont 44,9 sur la terre et 1,0 sur l'eau. Le centre-ville et le district résidentiel sont situés dans une vallée ombreuse, ce qui donna une partie du nom de la ville.

## Démographie
| Groupe            | Apple Valley | Minnesota | États-Unis |
| ----------------- | ------------ | --------- | ---------- |
| Blancs            | 83,8         | 85,3      | 72,4       |
| Afro-Américains   | 5,5          | 5,2       | 12,6       |
| Asiatiques        | 5,3          | 4,0       | 4,8        |
| Métis             | 3,0          | 2,4       | 2,9        |
| Autres            | 2,1          | 2,0       | 6,4        |
| Amérindiens       | 0,4          | 1,1       | 0,9        |
| Total             | 100          | 100       | 100        |
|                   |              |           |            |
| Latino-Américains | 4,9          | 4,7       | 16,7       |

Selon l'American Community Survey, pour la période 2011-2015, 90,82 % de la population âgée de plus de 5 ans déclare parler anglais à la maison, alors que 3,15 % déclare parler l'espagnol, 1,57 % une langue africaine, 1,35 % une langue chinoise, 0,85 % le vietnamien, 0,55 % le russe et 1,71 % une autre langue.

## Politique
Apple Valley est situé dans le second district congressionel du Minnesota, qui est représenté par John Kline, un républicain,. Apple Valley est représenté dans la législature du Minnesota par le sénateur Chris Gerlach.

## Éducation
Il y a six écoles primaires, trois collèges et trois lycées dans la ville.